# NRM (groupe)
NRM (biélorusse : Незале́жная Рэспу́бліка Мро́я, République indépendante des rêves) est un groupe de rock biélorusse fondé en 1994 à partir des membres du groupe Mroïa (Мроя).
Le groupe a été porté entre 2003 et 2006 sur la « liste noire » du pouvoir biélorusse ; il donnait peu de concerts en Biélorussie, et ses chansons n'étaient pas diffusées par les médias.

## Albums
| Année | Titre Original | Traduction | Label        |
| ----- | -------------- | ---------- | ------------ |
| 2013  | Д.П.Б.Ч.       | D.P.B.Č.   | auto-édition |
| 2007  | 06             | 06         | PRO-2-Studio |